# Zhiar Ali
Zhiar Ali (en kurd: Jiyar Elî; ژیار عەلی) (Sulaimaniya, 2 de setembre de 1999) és un activista kurd que advoca pels drets dels animals i també pels drets del col·lectiu LGBT.
Al Kurdistan del Sud, Ali és conegut per les seves contribucions als drets LGBT, inclosa la fundació de Yeksani, un grup que treballa per promoure els drets LGBT al Kurdistan. Actualment, és el director executiu de Yeksani i va ser un dels fundadors de Vegans del Kurdistan, el primer grup vegà per als drets dels animals de l'estat iraquià. A més, ha treballat com a periodista autònom per a mitjans de comunicació, especialitzat en periodisme musical i en temes polítics i socials. Ali resideix als Països Baixos.
En 2020, Ali va ser objecte de diverses campanyes mediàtiques que feien propaganda LGBT-fòbica, i també va rebre amenaces de violència i assassinat. Després del discurs que Ali va pronunciar el 27 de juny de 2020 en el Global Pride, organitzat per InterPride, aquestes agressions es van agreujar. Ali ha criticat obertament al Govern Regional del Kurdistan per no abordar adequadament els abusos contra la població LGBT a la regió del Kurdistan.